# Boicot deportivo a Israel
Se conoce como boicot deportivo a Israel a varias descalificaciones y negaciones de los deportistas israelíes. Como parte de un boicot más o menos sistemático a Israel, los deportistas israelíes han sido excluidos de algunas competiciones. En muchas competiciones internacionales en las que participa Israel, como los Juegos Olímpicos, algunos competidores musulmanes evitan competir contra israelíes, incluso optando por perder el encuentro por no comparecencia. Algunos países, sobre todo Irán, incluso obligan a sus deportistas a no competir contra israelíes o en Israel.

## Ejemplos
La Asociación de Fútbol de Israel fue miembro de la Confederación Asiática de Fútbol (AFC) entre 1954 y 1974. Debido al boicot de la Liga Árabe a Israel, varios estados árabes y musulmanes se negaron a competir contra Israel. La situación política culminó con Israel ganando la fase de clasificación para la Copa del Mundo de 1958 por Asia y África sin jugar un solo partido, lo que obligó a la FIFA a programar un desempate entre Israel y Gales para asegurar que el equipo israelí no se clasificara sin jugar al menos un partido (que ganó Gales). En 1974, Israel fue expulsado de la AFC por una resolución iniciada por Kuwait, que fue adoptada por la AFC por 17 votos contra 13 y 6 abstenciones. Para eludir la prohibición, Israel fue admitido como miembro asociado de la Unión de Asociaciones Europeas de Fútbol (UEFA) en 1992, y fue admitido como miembro de pleno derecho de la UEFA en 1994. Partidarios del boicot de sanciones de desinversión (el movimiento BDS) han abogado por que Israel sea expulsado o suspendido de la FIFA, sin éxito.
La Olimpiada de Ajedrez de 1976 se llevó a cabo en la ciudad israelí de Haifa, lo cual generó controversia, ya que varios países, como la Unión Soviética y las naciones árabes, no reconocían al estado de Israel. Como la FIDE se negó a cambiar el lugar, el equipo soviético boicoteó el torneo en protesta, al igual que todos los estados satélites soviéticos en Europa Oriental y las naciones árabes miembros de la FIDE, las cuales celebraron una Olimpiada de ajedrez alternativa en la ciudad libia de Trípoli.
En 2009, hubo un mayor número de boicots y campañas de boicot contra los deportistas israelíes, como reacción a la Operación Plomo Fundido. A la estrella del tenis israelí Shahar Peer se le negó una visa para participar en un torneo en Dubái, lo que provocó comentarios de estrellas como Serena Williams y Andy Roddick que criticaron la decisión de las autoridades de Dubái, y Roddick luego se retiró de un torneo en Dubái. Después de una respuesta que incluyó que una red de cable cancelara su cobertura del evento y una gran multa para las autoridades de tenis de Dubái, los Emiratos Árabes Unidos emitieron una visa para el tenista israelí Andy Ram para competir ese año. 
Las autoridades de la ciudad sueca de Malmö querían cancelar un partido de la Copa Davis de 2009 entre Israel y Suecia debido a los disturbios contra Israel y porque el ayuntamiento no quería que el equipo israelí compitiera en la ciudad. Las autoridades del tenis no estaban dispuestas a aceptar una pérdida sueca y decidieron excluir a los espectadores del partido (Israel terminó eliminando a Suecia del torneo de 2009 con una victoria en la serie 3-2). Como castigo, a la ciudad se le prohibió albergar partidos de la Copa Davis durante 5 años y se le impuso una cuantiosa multa.
Los partidarios del movimiento BDS también intentaron y no lograron que los equipos israelíes fueran excluidos de los Juegos Olímpicos de Londres 2012 y Río 2016. En los Juegos Olímpicos de Río 2016, Islam El Shehaby de Egipto provocó indignación después de negarse a estrechar la mano del judoka israelí Or Sasson.
En octubre de 2017, cuando el israelí Tal Flicker ganó el oro en un campeonato internacional de judo en los Emiratos Árabes Unidos, los funcionarios se negaron a enarbolar la bandera israelí y tocar el himno nacional israelí, tocando en su lugar la música oficial de la Federación Internacional de Judo (IJF) e izando la bandera de la IJF. Los Emiratos Árabes Unidos también prohibieron a los deportistas israelíes usar los símbolos de su país en los uniformes, teniendo que usar uniformes de la IJF. Otros participantes como Gili Cohen recibieron un trato similar. En octubre de 2018, los Emiratos Árabes Unidos invirtieron su posición permitiendo que se mostrara la bandera israelí y se escuchara el himno israelí cuando el judoka israelí Sagi Muki ganó una medalla de oro.
El 24 de mayo de 2018, un equipo de juristas internacionales, incluido el profesor de Harvard Alan Dershowitz, anunció un plan para presentar una petición ante la Corte Internacional de Arbitraje del Deporte contra la exclusión de la bandera y el himno de Israel en eventos deportivos en países árabes. En julio de 2018, la Federación Internacional de Judo canceló dos eventos de grand slam judo, en Ciudad de Túnez y Abu Dhabi, porque no se permitió izar banderas israelíes. También en julio de 2018, la Federación Internacional de Ajedrez dijo que prohibirá a Túnez albergar la competencia internacional de ajedrez en 2019 si no otorgaba una visa a los participantes israelíes.
En junio de 2018, Argentina canceló un amistoso de fútbol planificado contra Israel. Originalmente, el juego debía jugarse en Haifa, pero se trasladó a la disputada ciudad de Jerusalén. Los palestinos vieron esto como una politización del partido, ya que el estadio en el que debía jugarse se encuentra en el sitio de una antigua aldea palestina, sin embargo, la ministra de cultura israelí Miri Regev negó la politización, alegando que se celebraba 70 años de la fundación de Israel. La presión internacional creció sobre Argentina para suspender el juego, liderado por el movimiento BDS y la Asociación Palestina de Fútbol, en donde también se amenazaron a los jugadores argentinos. El partido terminó siendo cancelado, aludiendo preocupaciones de seguridad por parte del seleccionado argentino.
En marzo de 2023, Indonesia iba a albergar la Copa Mundial de Fútbol Sub-20 de 2023, sin embargo, el seleccionado de Israel clasificó al evento. Indonesia es el país con más musulmanes en el mundo, a la vez que tiene una postura pro-palestino donde no tiene relaciones diplomáticas con el estado israelí. Tras la negativa del gobernador de Bali y de múltiples grupos conservadores de recibir al seleccionado de Israel, la FIFA decidió retirar a Indonesia de su localía, aludiendo falta de garantías del gobierno indonesio.